# Malaisie britannique
 (août 2024).
Si vous disposez d'ouvrages ou d'articles de référence ou si vous connaissez des sites web de qualité traitant du thème abordé ici, merci de compléter l'article en donnant les références utiles à sa vérifiabilité et en les liant à la section « Notes et références ».
Pour un article plus général, voir Histoire de la Malaisie.
1826–1957
Entités précédentes :
- Perlis
- Kedah
- Kelantan
- Terengganu
- Johor
- Royaume de Rattanakosin

Entités suivantes :
- Fédération de Malaisie

La Malaisie britannique (en anglais : British Malaya) désigne de manière non officielle un ensemble d'États de la péninsule Malaise colonisés par les Britanniques entre le XVIIIe et XXe siècles, et correspondant aujourd'hui à l'actuelle Malaisie péninsulaire au sein de la Malaisie, État indépendant depuis 1957.

## Géographie
Durant l'essentiel de son histoire, la Malaisie britannique ne connaît pas une administration coloniale unique, le terme désignant collectivement, à partir du XIXe siècle, les Établissements des détroits, les États malais fédérés et les États malais non fédérés.

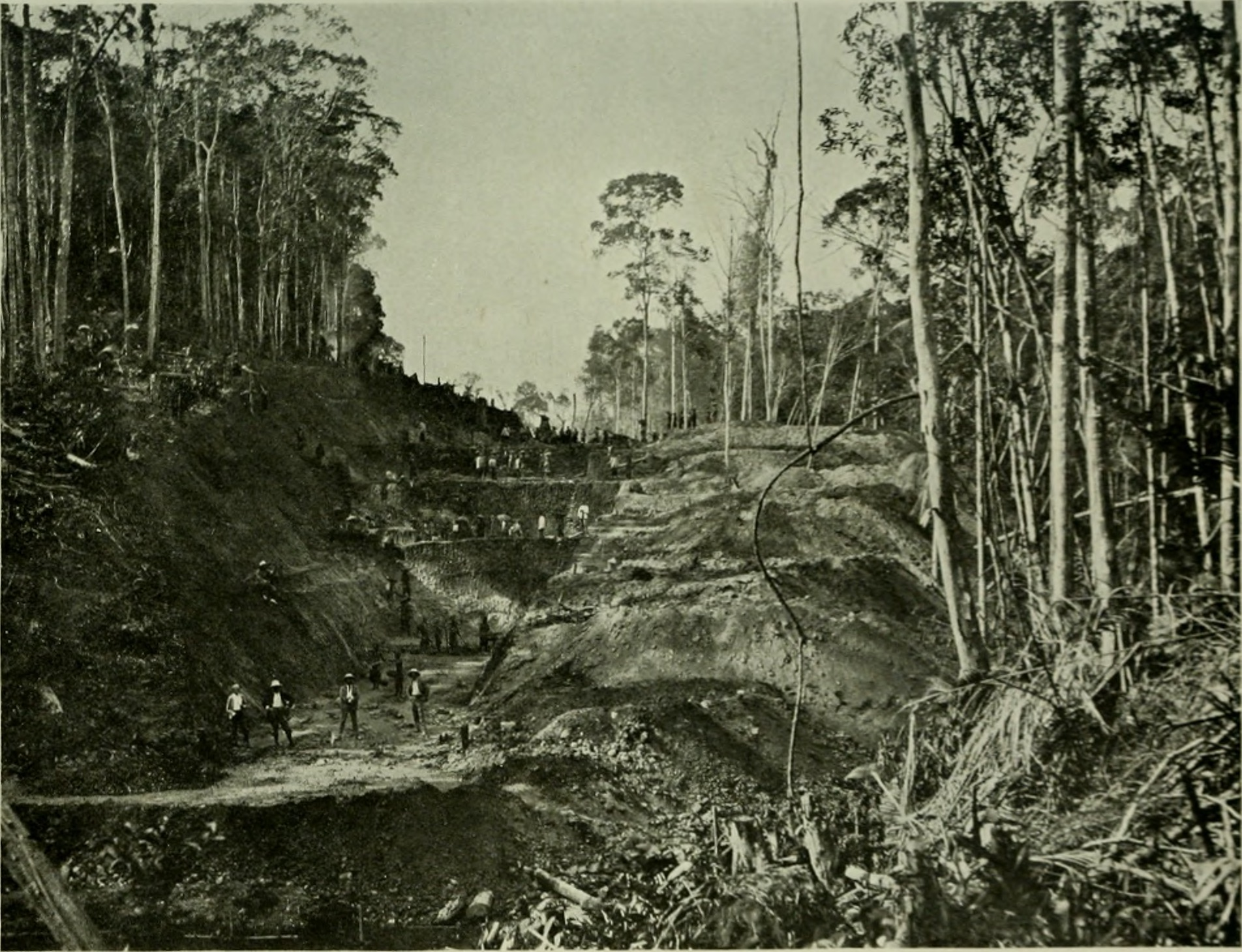
Photo ancienne (1907), issue d'un compte rendu sur l'origine et les progrès de l'influence britannique en Malaisie britannique; avec une carte spécialement compilée, de nombreuses photographies)

## Histoire
Au XXe siècle, la colonie connaît un important mouvement d'indépendance organisée sous le nom d'Armée de libération des peuples de Malaisie. 
Pour contrer ce mouvement, les colons établissent les New villages, des camps d'internement, réunissant principalement les paysans d'origine chinoise, afin d'éviter qu'il ne collaborent avec la guérilla paysanne.
Les États de la Malaisie britannique sont réunis en 1946 au sein de l'Union malaise, remplacée deux ans plus tard par la fédération de Malaisie. Elle devient indépendante le 31 août 1957 et fusionne en 1963 avec la Malaisie orientale et Singapour (qui devient indépendant en 1965) pour former l'actuelle Malaisie.